# Анна Бургундская
Анна Бургундская (Маргарита; 1192—1243) — графиня Савойи с 1233 года до собственной смерти. Младшая дочь герцога Бургундии Гуго III и его супруги Беатрисы д’Альбон.

## Жизнь
Около 1217 года она вышла замуж за Амадея IV, графа Савойи. Её приданое включало замки в Мирибеле и Орнасьё, а также и другие объекты во Вьенуа. Брак был заключён как часть договора между семьями, включая условия запрещающие приобретать больше над доминионами друг друга. Анна Бургундская и её муж также были назначены преемниками Гига VI, дофина Вьенны после всех его детей. Однако этот мир между семьями длился недолго, и конфликт возобновился к 1228 году.
Она лично унаследовала некоторые суммы деньги после смерти её матери. В 1267 году её племянник Гиг VII, дофин Вьенны подтвердил сделанные ею пожертвования собственности.
У Маргариты и Амадея было две дочери:
- Беатриса (1223—1258), жена (с 1233) Манфреда III Салуццо (?—1244) и (с 21 апреля 1247) Манфреда Сицилийского
- Маргарита (1224/1228 — 1254), жена (с 9 декабря 1235 года) Бонифация II Монферратского и Аймара III, графа Валентинуа

Важно, что некоторые учёные не согласны относительно её имени: она упоминается и как Маргарита, и как Анна.